# Reach (album Survivor)
Reach – ósmy longplay zespołu Survivor, jedyny wydany w latach 1988–2006. 

## Spis utworów
1. "Reach" - 4:42
2. "Fire Makes Steel" - 5:12
3. "Nevertheless" - 4:03
4. "Seconds Away" - 4:33
5. "One More Change" - 5:02
6. "Gimme the Word" - 3:42
7. "Rhythm of Your Heart" - 3:59
8. "I Don't" - 4:29
9. "Half on My Heart" - 5:24
10. "Talkin' Bout Love" - 4:11
11. "Don't Give Up" - 3:52
12. "Home" - 4:44

## Skład
- Jimi Jamison – wokal
- Frankie Sullivan – gitara, tylny wokal
- Chris Grove – keyboard
- Barry Dunaway – gitara basowa
- Marc Droubay – perkusja